# 阿里库尔
阿里库尔（法語：Harricourt，法語發音：[aʁikuʁ]）是法国大東部大區阿登省的一个市镇，属于武济耶区。

## 地理
阿里库尔（49°26'3"N, 4°55'45"E）面积7.87 平方千米，位于法国大東部大區阿登省，该省份为法国北部内陆省份，西接埃纳省，南至马恩省，东临默兹省，北与比利时接壤。
与阿里库尔接壤的市镇（或旧市镇、城区）包括：欧特吕什、巴尔莱比藏西、布里克奈、比藏西、热尔蒙、圣皮埃尔蒙、泰诺尔格。

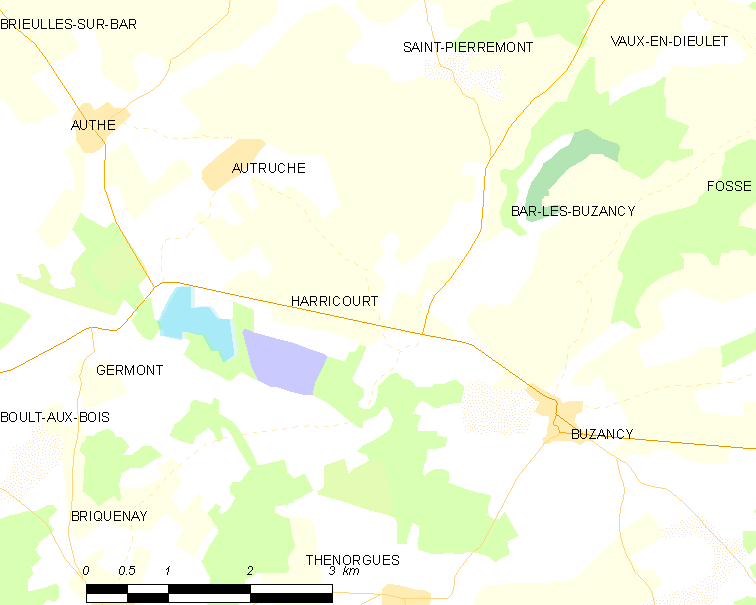
阿里库尔的OSM定位图

阿里库尔的时区为UTC+01:00、UTC+02:00（夏令时）。

## 行政
阿里库尔的邮政编码为08240，INSEE市镇编码为08215。

## 政治
阿里库尔所属的省级选区为武济耶县。

## 人口

1962-2008年间阿里库尔人口变化图示

阿里库尔于2022年1月1日时的人口数量为45人。